# Acacia chrysothrix
Acacia chrysothrix é uma espécie de leguminosa do gênero Acacia, pertencente à família Fabaceae.